# Pouteria maxima
Pouteria maxima är en tvåhjärtbladig växtart som beskrevs av Terence Dale Pennington. Pouteria maxima ingår i släktet Pouteria och familjen Sapotaceae. Inga underarter finns listade i Catalogue of Life.